# Lingala
Pour les articles homonymes, voir Lingala (homonymie).
Cette page contient des caractères spéciaux ou non latins. S’ils s’affichent mal (▯, ?, etc.), consultez la page d’aide Unicode.
Le lingala est une langue bantoue parlée en république démocratique du Congo et en république du Congo et à moindre mesure en Angola ou en République centrafricaine. On compte près de 20 millions de locuteurs lingalaphones en langue maternelle et 25 à 30 de millions de locuteurs utilisant le lingala comme lingua franca.

## Histoire
Au XIXe siècle, le bobangi était la langue véhiculaire sur les bords du fleuve Congo depuis l’embouchure de la rivière Kasaï à celle de l’Ubangi sur les deux rives du fleuve Congo actuelle république du Congo et république démocratique du Congo, le long de celui-ci jusqu’à l’embouchure de la Ngiri. Après 1880, la langue fut désormais appelée bangala par les Occidentaux et établie comme langue franc par le colonisateur dans la Station Bangala en 1884, qui est renommée Nouvelle-Anvers en 1890, aujourd’hui Makanza, l’un des premiers postes établis sur le fleuve par l’Association internationale africaine de l’État indépendant du Congo, à mi-distance entre Léopoldville (aujourd’hui Kinshasa) et Stanleyville (aujourd’hui Kisangani). Ces trois postes ont d’ailleurs été les premiers à accueillir au-delà du Bas-Congo une mission catholique dès 1899. Après 1900, les missionnaires de Scheut (voir Congrégation du Cœur Immaculé de Marie) proposent le nom lingala au lieu de bangala, proposition qui est généralement acceptée après quelques décennies. Le nom bangala est maintenant celui d’une autre langue plus à l’est, dans la province Orientale.
Le lingala est aujourd’hui largement répandu, en Congo-Kinshasa (RDC) et au Congo-Brazzaville, où il est devenu une langue régionale, largement utilisée dans les médias, l’armée, les discours officiels, mais également dans la chanson populaire. Outre le français, c’est l’une des quatre langues nationales du Congo-Kinshasa, à côté du kikongo ya leta, du swahili et du tshiluba. Le lingala a progressivement supplanté le kikongo ya leta à Kinshasa, où ce dernier était pourtant la langue véhiculaire. Au Congo-Brazzaville le lingala est une des langues nationales, tout juste à côté du kituba.
Le succès et l’expansion du lingala au cours de la seconde partie du XXe siècle, et en particulier à l’époque du Zaïre, sont notamment dus au fait qu’il a été largement promu par Mobutu Sese Seko, natif de la région lingalaphone. Le lingala fut notamment la langue principale de l’armée zaïroise, et aujourd’hui elle l’est aussi de l’Armée congolaise malgré le swahili apporté par Laurent-Désiré Kabila vers 1997.
C'est aussi la langue dans laquelle chantent de nombreux artistes originaires ou installés à Kinshasa et Brazzaville, et exportant leur musique internationalement, tels Papa Wemba, Koffi Olomidé, JB Mpiana, Werrason, Fally Ipupa, Roga-Roga, les bantous de la capitale, ou encore Ferré Gola.

## Classification
Le lingala appartient à la famille des langues bantoues. Le terme a désigné dès la fin du XIXe siècle une langue véhiculaire, proche d’une langue dénommée lobangi ou bobangi. La langue lingala est issue d’un mélange entre plusieurs langues parlées par les habitants de la région du fleuve Congo, dont la langue  bobangi qui est majoritairement la base lexicale du lingala,,, elle est donc généralement considérée comme langue inter-ethnique.
- Classification de Guthrie (voir Classification des langues bantoues selon Guthrie) : C.36d, groupe C.30
- Classification Bastin/Coupé/Mann : c.36

## Relation bobangi-lingala
Linguistiquement, le lingala est un dialecte ou une variété du bobangi, un bobangi populaire ou commercial, c'est-à-dire, un bobangi lingua franca parlé par les non-natifs,. Le lingala a aussi été désigné par les noms : « bad bobangi », « sabir du bobangi», « bobangi déformé et mélangé», « bobangi de traite», « patois du bobangi», « la langue nouvelle des Bobangi ».

## Le glossonyme lingala
La langue se fait appeler mangála ou lingála, toutefois, dans la région d'origine de la langue il y a une préférence pour la forme mangála, ou mangála má libɔkɔ . En bobangi, tout comme en lingala, le nom lingála ou mangála signifie langage, jargon, façon de parler, dialecte, lingua franca, parler, expression, parole, phrase, déclaration, proverbe, commentaire,. Comme glossonyme, il provient de l'expression mangála má libɔkɔ, aussi lingála lí mabɔkɔ qui signifie le langage ou jargon du marché en bobangi tout comme en lingala,.

## Répartition géographique
Le lingala est parlé comme langue maternelle dans les deux Congo, la majeure partie des locuteurs étant dans le Congo-Kinshasa. Avec son statut de langue véhiculaire, le lingala est aussi parlé en Angola (dans le nord du pays majoritairement dans la region de Uíge) et en République centrafricaine. Étant donné que la musique congolaise  est populaire en Afrique centrale, il est possible d’entendre des paroles en lingala des deux côtés de l’Afrique centrale, du Kenya au Cameroun.

### Statut officiel
En république démocratique du Congo, le lingala a un statut de langue nationale au côté du kikongo ya leta, du swahili et du tshiluba. Le lingala a le statut de langue nationale véhiculaire comme le kituba en république du Congo. Le français est la langue officielle dans ces deux pays.

### Dialectes
Le lingala possède plusieurs dialectes, recouvrant un territoire linguistique large et divisé par des frontières administratives ou de longues distances.
Bokamba et Bokamba divisent les différents dialectes de lingala de la façon suivante :
- lingala standard, dit classique ou littéraire, ou encore lingala de Makanza ;
- lingala parlé, dit populaire ;
- lingala de Kinshasa ;
- lingala de Brazzaville ;
- mangala ou bangala — considéré comme langue dérivée car souvent mutuellement inintelligible avec les autres dialectes de lingala.

Il y a aussi différents argots :
- indoubil, ancien argot des jeunes ;
- lingala argot, ou lingála ya bayankee, argot des jeunes de Kinshasa ;
- langila - argot ou langage codé de Kinshasa.

#### Lingala classique
Le lingala classique est la variété utilisée dans plusieurs institutions de l’éducation et d’informations tant au niveau national qu’au niveau régional. Cette variante provient des traductions, dont une de la Bible, et des efforts de standardisation de l’Église catholique. Le lingala classique se dénote des autres dialectes par son nombre de voyelles, sept voyelles [a], [e], [ɛ], [i], [o], [ɔ], [u], par une harmonie vocalique obligatoire et par l’utilisation de tous les suffixes grammaticaux.

#### Lingala parlé
Le lingala parlé est une variante comptant autant de préfixes nominaux que le lingala classique, mais moins d’accord grammaticaux entre ceux-ci et les autres suffixes. L’accord sujet-verbe est maintenu mais réduit à 10 classes, tandis que l’accord substantif-adjectif est simplifié à 2 classes. Les sept voyelles sont aussi utilisées, mais l’harmonie vocalique n’est pas appliquée. Son développement est principalement dû aux différentes missions protestantes, dont une traduction de la Bible. Cette variante du lingala est probablement la forme la plus parlée à travers les régions lingalaphones des deux Congo, même dans leurs capitales. C’est la forme de lingala la plus parlée dans la vie de tous les jours. Bien que cette forme soit la plus répandue, le lingala classique conserve le titre de lingala standard. Les deux dialectes sont parfois utilisés dans des contextes différents. Par exemple le lingala classique est utilisé dans les réunions officielles, dans certains médias ou dans les situations formelles, mais le lingala parlé est utilisé dans les situations informelles. Une majorité des chansons populaires en lingala, entre 60 et 65 %, utilisent le lingala parlé. Au vu de l'histoire coloniale de la RDC, le lingala intègre dans son vocabulaire des mots de vocabulaire français, et néerlandais, les deux langues coloniales. Cependant, l'apport de mots français semble plus important. Dans le lingala, depuis une période plus récente, on y trouve aussi des mots issus de l'anglais, et dans une moindre mesure, du portugais, l'Angola étant frontalier.

#### Lingala des villes
Le lingala de Kinshasa comme celui de Brazzaville est le dialecte utilisé au quotidien dans ces deux villes, souvent utilisé dans les divertissements à la télévision ou à la radio. Cette forme de lingala comporte beaucoup d’emprunts au français et est parfois considérée comme un créole mais ces emprunts peuvent aussi être des alternances codiques faites par des personnes bilingues. Par exemple : 
- Est-ce que likambo yangó ya sɔ̂lɔ́ tǒ lokúta ? (Mamou, chanson de Franco Luambo Makiadi)
  - Est-ce que cette histoire est vraie ou fausse ?
- Oyébi yě bien !
  - Tu la/le connais bien !
- En tout cas, nasepélí míngi.
  - En tout cas, je suis très content.
- Vraiment nǎzokámwa !
  - Je suis vraiment étonné !

##### Langila
Le langila est un argot kinois utilisant des codes (principalement des noms propres) pour remplacer certains mots et verbes.
Par exemple :
- Venezuela na Palestine (en langila) :
  - Yaka na palais (en lingala de Kinshasa),
  - Yaka na ndako (en lingala classique),
  - Viens à la maison (en français).

### Langues dérivées
Le bangala, parlé plus à l’est du territoire du lingala, est généralement considéré comme une langue à part entière.
Le frangala, une forme de lingala répandue parmi la diaspora et dans certains centres urbains, ressemble fortement à une langue créole avec beaucoup de mots de vocabulaire du français, et est caractérisé par des accords grammaticaux limités à deux ou quatre classes nominales.

## Écriture
En 1976, la Société zaïroise des linguistes a adopté un système d’écriture standardisé pour les langues zaïroises, dont le lingala. Ce système est basé sur l’Alphabet international africain (AIA), une orthographe presque phonétique, avec notamment les lettres ‹ ɛ › et ‹ ɔ › pour transcrire les voyelles [ɛ] et [ɔ], ainsi qu’une utilisation sporadique des accents pour indiquer les intonations. Malheureusement pour cette convention orthographique, il n’y a pas de système d’entrée, ni claviers ni machines à écrire, permettant d’utiliser les lettres ‹ ɛ › et ‹ ɔ ›, et les accents.
Cette convention a standardisé l’usage des lettres dans les milieux académiques, mais laisse les intonations au bon vouloir des personnes. Le manque de standardisation dans l’accentuation n’est pas un problème majeur grâce au contexte des mots dans les phrases et paragraphes.
Les orthographes populaires ont pris un pied d’avance sur l’orthographe standardisée car elles peuvent être tapées sur n'importe quel clavier. Beaucoup de livres, de dissertations[Quoi ?], la traduction lingala de la Déclaration universelle des droits de l'homme et plus récemment, des forums, des listes de diffusion et des sites web, comme Google en lingala, n’utilisent pas les caractères propres au lingala (‹ ɛ › et ‹ ɔ ›).[réf. souhaitée]
Le lingala étant plus une langue orale qu’une langue écrite, ses locuteurs utilisent plusieurs systèmes d’écriture.
La plupart sont non standardisés. Parce que l’ensemble des locuteurs lingalaphones a un bas taux d’alphabétisation en lingala, l’orthographe populaire est très souple et varie d’un Congo à l’autre — au Congo-Brazzaville, le taux d’alphabétisation en lingala comme langue maternelle est entre 10 % et 30 %, alors que celui du français est plus élevé[réf. nécessaire]. Assez souvent l’orthographe est influencée par l’orthographe française pour le choix des graphèmes :
- ‹ ss › pour /s/ ;
- ‹ ou › pour /u/ ;
- ‹ aï › pour /ai/ ;
- ‹ é › pour /e/
- ‹ e › pour /ɛ/ ;
- ‹ ó › pour /ɔ/ ou o ;
- ‹ o › pour /o/ ou /ɔ/ ;
- ‹ i › ou ‹ y › pour /j/.

Un même mot peut se retrouver avec autant d’orthographes que les prononciations régionales, par exemple : nyonso, nyoso, nionso, nioso sont tous des orthographes populaires de nyɔ́nsɔ.

### Ordre alphabétique
L’alphabet lingala est organisé de façons différentes selon les écoles ou les linguistes.
Certains utilisent seulement les lettres monogrammes, d’autres reconnaissent pleinement les digrammes et trigrammes en tant que graphèmes à part.
Selon les linguistes du Centre de linguistique théorique et appliquée, les digrammes ont chacun un ordre spécifique, par exemple : mǐso doit être classé avant mba parce que le digramme ‹ mb › suit la lettre ‹ m ›.
Les lettres ‹ r › et ‹ h › sont utilisées pour les mots empruntés. Les digrammes ‹ mv ›, ‹ mf › sont très rares.[réf. souhaitée]

### Valeur des graphèmes
Les accents indiquent les tons des voyelles auxquels ils s’attachent, l’accent aigu indique un ton haut, l’accent circonflexe indique un ton variant descendant et l’accent antiflexe (circonflexe inversé) indique un ton variant montant. Le ton bas n’est pas marqué.
| minuscule | majuscule | tons  | phonème | exemples                                                                       |
| --------- | --------- | ----- | ------- | ------------------------------------------------------------------------------ |
| a         | A         | á â ǎ | /a/     | nyama (animal), matáta (difficulté), sâmbóle (énigme), libwǎ (neuf), awa (ici) |
| b         | B         |       | /b/     | bísó (nous)                                                                    |
| c         | C         |       | /tʃ/    | ciluba (tshiluba)                                                              |
| d         | D         |       | /d/     | madɛ́su (haricots)                                                              |
| e         | E         | é ê ě | /e/     | komeka (essayer), mésa (table), kobênga (appeler)                              |
| ɛ         | Ɛ         | ɛ́ ɛ̂ ɛ̌ | /ɛ/     | lɛlɔ́ (aujourd’hui), lɛ́ki (cadet), tɛ̂ (non)                                     |
| f         | F         |       | /f/     | lifúta (récompense)                                                            |
| g         | G         |       | /ɡ/     | kogánga (crier)                                                                |
| gb        | Gb        |       | /ɡ͡b/    | gbagba (passerelle)                                                            |
| h         | H         |       | /h/     | bohlu (bohrium)                                                                |
| i         | I         | í î ǐ | /i/     | wápi (où), zíko (erreur), tî (thé), esǐ (distant)                              |
| k         | K         |       | /k/     | kokoma (écrire)                                                                |
| kp        | Kp        |       | /k͡p/    | kpia (oryctérope), kpála (roseau)                                              |
| l         | L         |       | /l/     | kolá'la (se coucher)                                                           |
| m         | M         |       | /m/     | kokóma (arriver)                                                               |
| mb        | Mb        |       | /ᵐb/    | kolámba (cuisiner)                                                             |
| mf        | Mf        |       | /ᵐf/    | mfúlu (écume, bave)                                                            |
| mp        | Mp        |       | /ᵐp/    | límpa (pain)                                                                   |
| mv        | Mv        |       | /ᵐv/    | mvúama (riche)                                                                 |
| n         | N         |       | /n/     | líno (dent)                                                                    |
| nd        | Nd        |       | /ⁿd/    | ndeko (frère, sœur)                                                            |
| ng        | Ng        |       | /ⁿɡ/    | ndéngé (façon)                                                                 |
| ngb       | Ngb       |       | /ⁿɡ͡b/   | engbunduka (train)                                                             |
| nk        | Nk        |       | /ⁿk/    | nkámá (cent)                                                                   |
| ns        | Ns        |       | /ⁿs/    | nsɔ́mi (libre)                                                                  |
| nt        | Nt        |       | /ⁿt/    | ntaba (chèvre)                                                                 |
| ny        | Ny        |       | /ɲ/     | nyama (animal)                                                                 |
| nz        | Nz        |       | /ⁿz/    | nzala (faim), nzembo (chant), nzoto (corps)                                    |
| o         | o         | ó ô ǒ | /o/     | moto (être humain), sóngóló (monsieur), sékô (définitivement)                  |
| ɔ         | Ɔ         | ɔ́ ɔ̂ ɔ̌ | /ɔ/     | sɔsɔ (punaise), lɛlɔ́ (aujourd’hui), sɔ̂lɔ (vraiment), mɔ̌kɔ́ (un)                 |
| p         | p         |       | /p/     | pɛnɛpɛnɛ (à côté)                                                              |
| r         | R         |       | /r/     | malaríya (malaria)                                                             |
| s         | S         |       | /s/     | kopésa (donner), kosanza (vomir)                                               |
| t         | T         |       | /t/     | tatá (père), tika (laisser, abandonner)                                        |
| ts        | Ts        |       | /t͡s/    | etsutsela (accord)                                                             |
| u         | U         | ú û ǔ | /u/     | butú (nuit), kotúta (piler), tû (complètement), edumǔ (sabot)                  |
| v         | V         |       | /v/     | kovánda (siéger, habiter)                                                      |
| w         | W         |       | /w/     | káwa (café)                                                                    |
| y         | Y         |       | /j/     | koyéba (savoir), koyémba (chanter)                                             |
| z         | Z         |       | /z/     | kozala (être)                                                                  |

### Écriture mandombe
Le lingala est aussi transcrit avec le mandombe au lieu de l’écriture latine dans les communautés kimbanguistes.[réf. souhaitée]

## Prononciation

### Voyelles
|           | Antérieur | Postérieur |
| --------- | --------- | ---------- |
| Fermé     | i         | u          |
| Mi-fermé  | e         | o          |
| Mi-ouvert | ɛ         | ɔ          |
| Ouvert    | a         |            |

Dans certains dialectes ou variations du lingala, les voyelles /ɛ/ et /ɔ/ sont sonorisées avec leurs formes fermées [e] et [o], le plus souvent sous l’influence des langues des locuteurs.

### Consonnes
|          | Bilabial | Bilabial | Labio- dental | Labio- dental | Alvéolaire | Alvéolaire | Post- alvéolaire | Post- alvéolaire | Palatal | Palatal | Vélaire | Vélaire |
| -------- | -------- | -------- | ------------- | ------------- | ---------- | ---------- | ---------------- | ---------------- | ------- | ------- | ------- | ------- |
| Occlusif | p        | b        |               |               | t          | d          |                  |                  |         |         | k       | ɡ       |
| Nasal    | m        | m        |               |               | n          | n          |                  |                  | ɲ       | ɲ       |         |         |
| Fricatif |          |          | f             | v             | s          | z          | (ʃ)              | (ʒ)              |         |         |         |         |
| Spirant  |          |          |               |               | l          | l          |                  |                  | j       | j       |         |         |

Dans certaines variétés du lingala :
- [ʒ], [d͡ʒ] et [d͡z] sont allophones de /z/

#### Pré-nasalisation
Le lingala contient plusieurs consonnes occlusives pré nasalisées :
| Consonnes       | b  | d  | ɡ  | p  | t  | k  |
| Prénasalisation | ᵐb | ⁿd | ⁿɡ | ᵐp | ⁿt | ⁿk |

Les consonnes occlusives sourdes pré-nasalisées sont souvent substituées par leurs équivalents non pré-nasalisés — excepté en lingala classique :
- /ᵐp/: [ᵐp] ou [p]
  - e.g.: mpɛmbɛ́ni est prononcé [ᵐpɛᵐbɛ́ni] mais parfois [pɛᵐbɛ́ni]
- /ⁿt/: [ⁿt] ou [t]
  - e.g.: ntɔ́ngó est prononcé [ⁿtɔ́ⁿɡó] mais parfois [tɔ́ⁿɡó]
- /ⁿk/: [ⁿk] or [k]
  - e.g.: nkanya est prononcé [ⁿkaɲa] mais parfois [kaɲa]
- /ⁿs/: [ⁿs] or [s]
  - e.g.: nyɔnsɔ est prononcé [ɲɔ́ⁿsɔ] mais parfois [ɲɔ́sɔ]

Les consonnes occlusives sonores pré-nasalisées, /ᵐb/, /ⁿd/, /ⁿɡ/, /ⁿz/ ne varient pas en général.

#### Coarticulation
Les consonnes coarticulées /ɡ͡b/, /ⁿɡ͡b/ et /k͡p/ sont rares et proviennent peut-être d’emprunts ou de contacts avec les langues soudanaises. Celles-ci sont prononcées comme telles dans les dialectes des régions d’origine du lingala, mais sont souvent remplacées par /ɡʷ/, /ⁿɡʷ/ et /kʷ/ dans les autres régions. Par exemple le mot engbunduka (train) est prononcé [eⁿɡ͡buⁿduka] à Makanza et [eⁿɡwuⁿduka] à Kinshasa. Cette transformation se retrouve aussi dans l’orthographe. La différence de prononciation est simplement la fermeture des lèvres : [ɡ͡b] est prononcé avec les lèvres initialement fermées tandis que [ɡʷ] les a initialement ouvertes.
Les consonnes /bʷ/, /mʷ/, /ᵐbʷ/, /ᵐfʷ/, /nʷ/, /ⁿdʷ/, /ⁿgʷ/, /ⁿkʷ/, /ⁿsʷ/, /ⁿtʷ/, /ⁿzʷ/, /pʷ/, /sʷ/, /zʷ/ sont des formes de consonnes prononcées avec les lèvres initialement arrondies.

### Phonologie

#### Harmonie vocalique
En lingala classique, les mots suivent un synharmonisme. Les voyelles semi-fermées /e/ et /o/ ne se trouvent pas dans des mots contenant les voyelles semi-ouvertes /ɛ/ et /ɔ/. Par exemple : ndɔbɔ (crochet de pêche) et ndobo (attrape-souris) existent mais *ndɔbo et *ndobɔ n’existent pas. L’harmonie vocalique peut aussi s’appliquer aux préfixes morphologiques ; celle-ci n’est pas indiquée dans l’orthographe académique, le préfixe ne change pas d’orthographe.
Lorsqu’un préfixe nominal, et l’infinitif, sont attachés à un mot ils ne sont généralement pas soumis à cette règle, cependant l’harmonie vocalique est parfois appliquée aux préfixes de nom commun uniquement dans certains dialectes récents de lingala. Par exemple mokɔlɔ est prononcé [mɔkɔlɔ] dans ces dialectes, mais comme dans le lingala standard, komɔ́nɔ reste prononcé [komɔ́nɔ].
Les suffixes verbaux sont sujets à ce synharmonisme, le plus souvent entre le /a/ et /ɛ/. Par exemple, le suffixe -ákí, devient -ɛ́kí avec le verbe kokɛndɛ et ɔ́kí avec le verbe komɔ́nɔ : 
- Bakɛndɛ́kí wápi ? — Où sont-ils partis ?
- Bamɔ́nɔ́kí níni ? — Qu’ont-ils vus ?

La désinence de l’infinitif subit aussi cette harmonie vocalique, mais n’est pas toujours obligatoire. Par exemple komɔ́nɔ et komɔ́na, ou kokɛndɛ et kokɛnda sont tous utilisés.

#### Prosodie

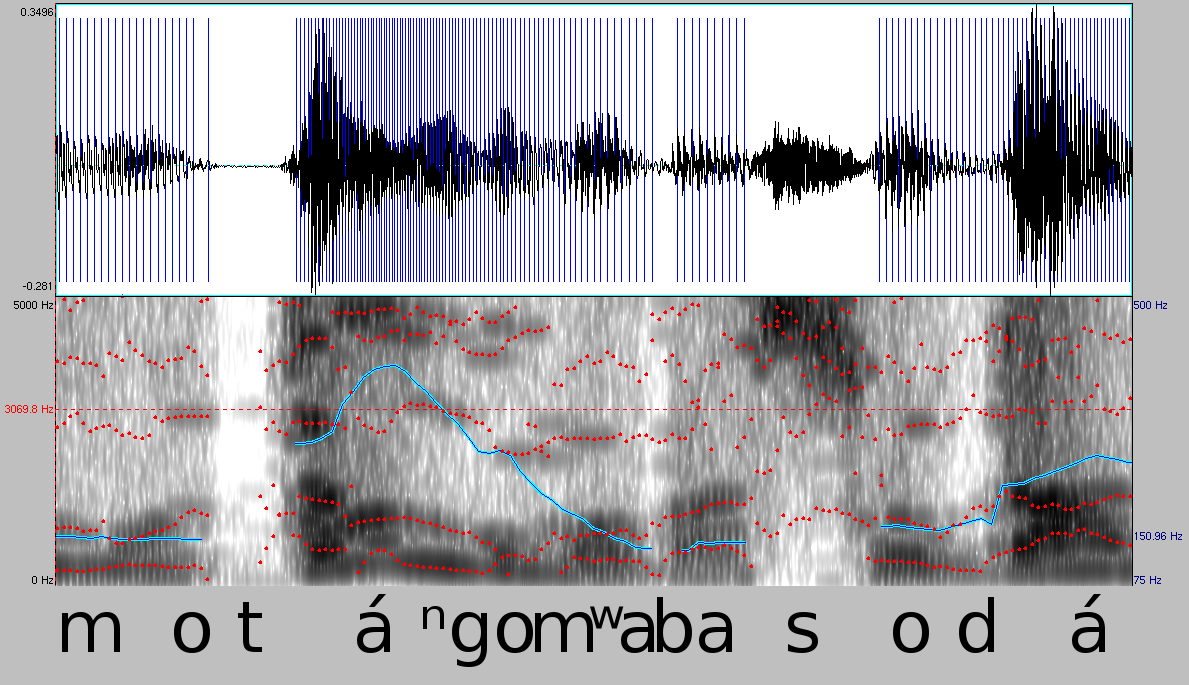
Sonagramme de [motaⁿɡo ma basodá]. La ligne bleue représente fréquence du ton.

En plus de l’accent tonique, les tons haut et normal, le lingala possède des accents dynamiques, de durée et d’intensité, qui sont bien marqués et tombent sur la première syllabe du radical. Lorsqu’il y a plus de deux autres syllabes après cette syllabe initiale du radical, la syllabe pénultième, l’avant-dernière, reçoit un accent accessoire.
Par exemple :
- sálá : [ˈsá.lá]
- likambo : [liˈka.ᵐbo]
- bakopalanganisa : [ba.koˈpa.la.ⁿɡaˌni.sa]

### Évolution phonétique
Le lingala étant une langue ayant largement évolué au cours du siècle dernier, elle présente beaucoup de variations. En plus de son exposition à de nombreuses autres langues bantoues ou européennes, la langue évolue encore beaucoup à l’heure actuelle.

#### Mutation vocalique
Le lingala parlé à Kinshasa présente une mutation vocalique de voyelles semi-ouvertes vers des voyelles semi-fermées, [ɔ] devient [o], et [ɛ] devient [e]. Un Kinois prononce mbɔ́tɛ [ᵐbóte] au lieu d’une prononciation plus traditionnelle [ᵐbɔ́tɛ] ce qui signifie « bonjour » en lingala.

## Grammaire
La grammaire du lingala varie selon le registre de langue utilisé. L’ordre grammatical est généralement le même entre les différents dialectes mais les accords varient selon le dialecte, ou le sociolecte.
Le lingala classique est la variation avec le plus de règles d’accords grammaticaux. Ces accords concernent la classe des noms et de leurs adjectifs ou des verbes dont ils sont les sujets, ou dont ils sont les objets en langage soutenu.

### Classes
Le système de noms communs lingala est basé sur un ensemble de classes nominales organisées en paires singulier-pluriel, ou marquant des noms invariables de noms collectifs ou de noms abstraits.
- mo-/ba- (1-2)
- mo-/mi- (3-4)
- li-/ma- (5-6)
- e-/bi- (7-8)
- n-/n- ou m-/m- (9-10)
- lo-/n- (11-10)
- bo-/ma- (14-6)

La classe 6 ma- est utilisée pour beaucoup de liquide ou de matière qui n’ont pas de forme singulier : mái, « eau », mafúta, « huile », etc.
Le préfixe nominal s’attache au nom commun ; le préfixe pronominal s’attache à l’adjectif accordé avec celui-ci ; le préfixe verbal s’attache au verbe ; l’infixe pronominal s’accroche directement au radical du verbe
- Molakisi molái yangó abíkí. ‒ Ce grand instructeur est guéri.

| Molakisi molái yangó abíkí.     |           |       |            |
| molakisi                        | molái     | yangó | abíkí      |
| CL1.instructeur                 | CL1.grand | qui   | CL1.guérir |
| Ce grand instructeur est guéri. |           |       |            |

Le lingala classique possède un système complexe de préfixes. En général, dans le lingala courant, seuls les préfixes nominaux sont utilisés selon les règles. Les préfixes pronominaux sont simplifiés, ainsi que les préfixes verbaux de la 3e personne simplifiés à « a- » et « ba- » pour les personnes ou animés et « e- » et « bi-» pour les inanimés.
La tendance actuelle est de simplifier le système de classes, beaucoup de formes de pluriel traditionnelles sont remplacées par l’usage du « ba- » de la classe 2. Par exemple, beaucoup de termes désignant des objets de la maison font partie de la classe 9 au singulier et 2 au pluriel, par exemple : lutu > balutu « cuillère », mesa > bamesa « table », sani > basani « assiette ».
| classe | préfixe nominal | préfixe pronominal | préfixe verbal (sujet) | infixe verbal (objet) | exemple           | traduction    |
| ------ | --------------- | ------------------ | ---------------------- | --------------------- | ----------------- | ------------- |
| 1      | mo-             | o-                 | a-                     | -mo-                  | mokonzi           | chef          |
| 1a     | Ø               | o-                 | a-                     | -mo-                  | diabulu           | diable        |
| 2      | ba-             | ba-                | ba-                    | -bá-                  | bakonzi badiabulu | chefs diables |
| 3      | mo-             | mo-                | mo-                    | -mo-                  | mokíla            | queue         |
| 4      | mi-             | mi-                | mi-                    | -mí-                  | mikíla            | queues        |
| 5      | li-             | li-                | li-                    | -li-                  | liloba            | mot           |
| 6      | ma-             | ma-                | ma-                    | -má-                  | maloba            | mots          |
| 7      | e-              | e-                 | e-                     | -e-                   | elɔ́kɔ             | chose         |
| 8      | bi-             | bi-                | bi-                    | -bí-                  | bilɔ́kɔ            | choses        |
| 9      | n-/m-           | e-                 | e-                     | -e-                   | ntaba             | chèvre        |
| 10     | n-/m-           | i-                 | i-                     | -í-                   | ntaba             | chèvres       |
| 9a     | Ø               | e-                 | e-                     | -e-                   | sánzá             | lune, mois    |
| 10a    | Ø               | i-                 | i-                     | -í-                   | sánzá             | lunes, mois   |
| 11     | lo-             | lo-                | lo-                    | -lo-                  | lolému            | langue        |
| 14     | bo-             | bo-                | bo-                    | -bo-                  | bosɔtɔ            | saleté        |
| 15     | ko-             | o-/e-              | e-                     | -                     | kotála            | regarder      |

Les infixes pronominaux ne sont quasiment pas utilisés en accord avec la classe en lingala parlé, mis à part dans certaines régions de la province de l’Équateur. Ils sont utilisés dans le lingala dit classique ou littéraire.
Les classes 9 et 10 ont un préfixe nasal, qui est en fait une pré-nasalisation de la consonne qui le suit, et donc peut être « m- » ou « n- », par exemple mbata et ntaba.
Les préfixes pronominaux e- pour le singulier et ba- ou i- pour le pluriel de non-animé sont couramment utilisés à la place de ceux indiqués dans ce tableau. Ceux présentés dans le tableau étant encore une fois limités au lingala classique ou littéraire.
L’infixe -mí-, pour indiquer le réflexif, est utilisé à la fois dans le lingala parlé et le lingala littéraire.
Le préfixe ko- est utilisé pour l’infinitif des verbes. Le lingala littéraire, possède un préfixe supplémentaire pour l’infinitif, no-, qui s’emploie comme complément circonstanciel de but. Par exemple :
- Tokoya nosála mosála. — Nous viendrons travailler.

| Tokoya            | kosála         | mosála.     |
| 1PL-FUT-venir-FUT | INFBUT-sál-INF | travail     |
| Nous viendrons    | faire          | le travail. |

### Préfixes et infixes

#### Préfixes verbaux (sujet)
| personne      | préfixe verbal (sujet) | exemple     | traduction    |
| ------------- | ---------------------- | ----------- | ------------- |
| 1 sg.         | na-                    | nabɛ́tí      | je frappe     |
| 2 sg.         | o-                     | ozwí        | tu reçois     |
| 3 sg. animé   | a-                     | alobí       | il parle      |
| 3 sg. inanimé | e-(1)                  | ezalí       | c’est         |
| 1 pl.         | to-                    | tobɛ́tí      | nous frappons |
| 2 pl.         | bo-                    | bozwí       | vous prenez   |
| 3 pl. animé   | ba-                    | balobí      | ils parlent   |
| 3 pl. inanimé | e-/i-(1)               | ezalí/izalí | ce sont       |

1. Le préfixe verbal de la 3e personne inanimée est accordé selon la classe du sujet en lingala littéraire. En lingala parlé, la classe de l’inanimé est quasi tout le temps ignorée par simplification.

#### Infixes verbaux présent plus que parfait
Seul l’infixe réflexif « -mí- » est utilisé en lingala parlé. Il est utilisé indépendamment de la personne ou du nombre.
En lingala littéraire :
| personne          | infixe verbal (objet) | littéraire | parlé       | traduction       |
| ----------------- | --------------------- | ---------- | ----------- | ---------------- |
| 1 sg.             | -m-/-n-(1)            | ambɛ́tí     | abɛ́tí ngáí  | elle me frappe   |
| 2 sg.             | -ko-                  | akobɛ́tí    | abɛ́tí yɔ̌    | elle te frappe   |
| 3 sg. animé       | -mo-                  | amobɛ́tí    | abɛ́tí yě    | elle le frappe   |
| 1 pl.             | -ló-                  | alóbɛ́tí    | abɛ́tí bísó  | elle nous frappe |
| 2 pl.             | -bó-                  | abóbɛ́tí    | abɛ́tí bínó  | elle vous frappe |
| 3 pl. animé       | -bá-                  | abábɛ́tí    | abɛ́tí bangó | elle les frappe  |
| 3 sg./pl. inanimé | (2)                   |            |             |                  |

1. -m- ou -n- en accord avec la consonne qui suit, par exemple : mb ou nd ; et -nz- devant une semi-voyelle par exemple : yamba (recevoir, accueillir), banzambí (ils m’ont reçu, ils m’ont accueilli)
2. l’infixe est en accord avec la classe du mot, voir la table des classes.

En lingala parlé et littéraire :
| personne | infixe verbal (réflexif) | exemple | traduction   |
| -------- | ------------------------ | ------- | ------------ |
| réflexif | -mí-                     | amíbɛ́tí | il se frappe |

#### Infixes sémantiques
Il y a plusieurs infixes sémantiques en lingala. Ceux-ci permettent de modifier le sens des verbes, et parfois le mode ou le temps de conjugaison. Ceux-ci s’attachent directement à la suite de la racine du verbe, précédant ainsi la désinence. Par exemple le verbe kokanga, « saisir, lier, fermer », à la racine -kanga (-kang- et la désinence -a) et sa forme réversive est kokangola, « délier, ouvrir », à la racine kokangola (-kang-, le réversif -ol- et la désinence -a).
- -am- : passif[25]
  - bóta « donner naissance » → bótama « naître, être né »
  - boma « tuer » → bomama « être tué »
- -an- : réciproque, et parfois statif ou passif[25]
  - tála « regarder » → tálana « se regarder (mutuellement) »
  - yéba « connaître, savoir » → yébana « se connaître (mutuellement), être connu »
- -el- : applicatif[25]
  - sómba « acheter » → sómbela « acheter pour »
- -is- : causatif[26]
  - bima « sortir » → bimisa « faire sortir »
- -ol- : réversif, contraire[25] ou expansif[27]
  - kanga « fermer » → kangola « ouvrir »
  - timba « tournoyer » → timbola « tourner, contourner »
- -w- : statif des verbes formés avec -ol-[25]
  - kanga « fermer » → kangola « ouvrir » → kangwa « être ouvert, s’ouvrir »

Pour certains verbes, la combinaison -an- + -is- devient -iny-, par exemple yíka « ajouter, intensifier » → koyíkinya « multiplier ».

### Conjugaison
Les verbes lingala se conjuguent en ajoutant des préfixes et suffixes à la racine. Certains suffixes de temps modifient le ton des préfixes du verbe, ou les suffixes sémantiques rattachés à celui-ci. Dans les tableaux qui suivent, les préfixes na- (1 sg.) ou ba- (3 pl.), et le suffixe -ak- (habituel) portent parfois le ton haut à la suite de l’inflexion.
Le lingala utilise plusieurs modes : l’indicatif, l’impératif, le subjonctif et l’infinitif.
En lingala classique, les suffixes sémantiques se rattachant au verbe, comme -ak- dans les tableaux, suivent une harmonie vocalique avec la voyelle de la racine du verbe. Par exemple pour le verbe kokɛndɛ : ko + kɛnd + ak + a → ko + kɛnd + ɛk + ɛ = kokɛndɛkɛ, prononcé [kokɛⁿdɛkɛ]. En lingala parlé, la forme reste souvent [kokɛⁿdaka].

#### Mode indicatif
| temps   | nuance      | exemple (régulier) | exemple (irrégulier) |
| ------- | ----------- | ------------------ | -------------------- |
| passé   | antérieur   | nalobá             | nakɛndɛ́              |
| passé   | historique  | nalobákí           | nakɛndɛ́kɛ́            |
| passé   | récent      | nalobí             | nakɛí                |
| présent | général     | nalobaka           | nakɛndɛkɛ            |
| présent | continuatif | nazalí koloba      | nazalí kokɛndɛ       |
| présent | continuatif | (1) nǎkoloba       | nǎkokɛndɛ            |
| présent | continuatif | (1) naza koloba    | naza kokɛndɛ         |
| présent | continuatif | (1) nazoloba       | nazokɛndɛ            |
| présent | momentané   | nákoloba           | nákɛndɛ              |
| futur   | immédiat    | naloba             | nakɛndɛ              |
| futur   | éloigné     | nakoloba           | nakokɛndɛ            |

(1) : raccourcissement présent dans certaines variations du lingala parlé (lingala de Kinshasa ou de Brazzaville).
Avec l’infixe -ak- habituel
| temps   | nuance               | exemple (régulier) | exemple (irrégulier) |
| ------- | -------------------- | ------------------ | -------------------- |
| passé   | antérieur habituel   | nalobáká           | kokɛndɛ́kɛ́            |
| présent | général habituel     | nakolobaka         | nakokɛndɛkɛ          |
| présent | continuatif habituel | nazalí kolobaka    | nazalí kokɛndɛ       |
| présent | momentané habituel   | nákolobaka         | nákokɛndɛkɛ          |
| futur   | éloigné habituel     | nakolobaka         | nakokɛndɛkɛ          |

Le passé antérieur habituel est souvent utilisé avec un verbe auxiliaire, par exemple nazaláká koloba au lieu de nalobáká.

#### Mode impératif
| nuance    |           | exemple (régulier) | exemple (irrégulier) |
| --------- | --------- | ------------------ | -------------------- |
| momentané | singulier | lobá               | kɛndɛ́                |
| momentané | pluriel   | lobáni bóloba      | kɛndɛ́ní bókɛndɛ      |
| habituel  | singulier | lobáká             | kɛndɛ́kɛ́              |
| habituel  | pluriel   | bólobaka           | bókɛnɛkɛ             |

Au pluriel l’impératif est exprimé par le subjonctif, et parfois par l’impératif singulier momentané auquel est suffixée la particule -ni à ton bas.

#### Mode subjonctif
| nuance                  | exemple (régulier) | exemple (irrégulier) |
| ----------------------- | ------------------ | -------------------- |
| postériorité immédiate  | náloba             | nákɛndɛ              |
| postériorité habituelle | nálobaka           | nákɛndɛkɛ            |

#### Mode infinitif
| nuance             | exemple (régulier) | exemple (irrégulier) |
| ------------------ | ------------------ | -------------------- |
| ordinaire          | kosála             | kokɛndɛ              |
| habituel           | kosálaka           | kokɛndɛkɛ            |
| antérieur          | kosálá             | kokɛndɛ́              |
| antérieur habituel | kosáláká           | kokɛndɛ́kɛ́            |

## Lexique

### Exemples
| Mot                 | Traduction            | Prononciation standard        |
| ------------------- | --------------------- | ----------------------------- |
| terre               | mabelé                | /ma.be.lé/                    |
| ciel                | likoló                | /li.ko.ló/                    |
| eau                 | mái                   | /mái/                         |
| feu                 | mɔ́tɔ                  | /mɔ́.tɔ/                       |
| homme (être humain) | moto                  | /mo.to/                       |
| homme               | mobáli                | /mo.bá.li/                    |
| femme               | mwǎsí                 | /mʷǎ.sí/                      |
| manger              | kolíya                | /ko.lí.ja/                    |
| boire               | komɛlɛ (aussi komɛla) | /ko.mɛ.lɛ/ (aussi /ko.mɛ.la/) |
| grand               | -nɛ́nɛ                 | /mo.nɛ́.nɛ/, etc.              |
| petit               | -kɛ́                   | /mo.kɛ́/, etc.                 |
| nuit                | butú                  | /bu.tú/                       |
| jour                | mói                   | /mói/                         |

Le lingala a emprunté de nombreux mots aux kikongo, kikongo ya leta, swahili, français, anglais et portugais,.